# Conjunto Arqueológico Dólmenes de Antequera

Vista general del recinto 1 desde Menga

El Conjunto Arqueológico Dólmenes de Antequera (CADA) es una institución cultural española de naturaleza museística de la Consejería de Cultura y Patrimonio Histórico de la Junta de Andalucía que se encarga de la tutela de la Zona Arqueológica denominada “Dólmenes de Antequera”, en la provincia de Málaga. El ámbito arqueológico de los dólmenes de Antequera está formado por los dólmenes que le dan nombre (dolmen de Menga, dolmen de Viera y tholos de El Romeral) así como por una serie de yacimientos directamente relacionados con esta necrópolis (Cerro del Marimacho o Cerro de Antequera y yacimiento de Carnicería de los Moros o Villa Romana de Antequera). 
Estos bienes han sido declarados Patrimonio Mundial en el año 2016 en la figura denominada Sitio de los Dólmenes de Antequera, junto a la Peña de los Enamorados y el Paraje Natural de El Torcal de Antequera.
Esta institución forma parte de la red de Museos de Andalucía, siendo el conjunto arqueológico más antiguo de todos en la fecha de declaración de sus bienes (1886). Tiene en común con el Conjunto Arqueológico de Carmona ser pionero en España en la apertura al público desde finales del siglo XIX; y en común con Madinat-Al-Zahra que ambos funcionan como servicios administrativos con gestión diferenciada.

## Zona arqueológica
El Conjunto Arqueológico Dólmenes de Antequera ejerce su tutela sobre dichos bienes en dos recintos. El recinto primero se encuentra en el borde urbano noreste de la ciudad de Antequera, abierto visualmente a la vega y ocupando un área de 7,5 Ha de suelo; comprende las zonas denominadas Campo de los Túmulos (o zona monumental donde se encuentran los dólmenes de Menga y Viera), Cerro del Marimacho y el Llano de Rojas (espacio intermedio entre ambas colinas). El recinto segundo se encuentra en la vega de Antequera, camino de la Peña de los Enamorados, a una distancia aproximada de dos kilómetros respecto al primero; en él se encuentra el tholos de El Romeral. 
Esta necrópolis prehistórica ilustra: 
- un período que abarca desde el Neolítico (dolmen de Menga) hasta el Calcolítico (tholos de El Romeral)
- las dos tipologías espaciales posibles de sepulcro: de corredor/rectangular (Menga y Viera) y de cámara/circular o tholos (El Romeral)
- las dos soluciones constructivas posibles: adinteladas/tradición atlántica (con grandes piedras a modo de ortostatos y cobijas) y abovedadas/tradición mediterránea (a base de mampostería aparejada por aproximación de hiladas)
- las orientaciones celestes al sol en el amanecer de los equinoccios (Viera) o al mediodía del solsticio de invierno (El Romeral)

Además incorpora las siguientes singularidades:
- Menga es en su interior el dolmen de mayor tamaño conservado en Europa, de manera que presenta una solución constructiva de pilares intermedios desconocida en otros ámbitos
- Menga presenta en el fondo de la cámara un pozo estrecho y profundo, por estudiar, del que no hay referencias conocidas en otros monumentos megalíticos
- Los túmulos de los tres dólmenes se encuentran intactos, algo infrecuente en la península ibérica, a destacar por el valor de autenticidad que implica en la percepción del bien
- Menga y El Romeral tienen una orientación terrestre hacia la Peña de los Enamorados y la sierra de El Torcal, respectivamente, sin precedentes conocidos, dando lugar a una integración singular excepcional de estos bienes culturales con su paisaje

### Cerro del Marimacho
También denominado Cerro de Antequera, se conoce su existencia a partir de un primer estudio publicado en 1977 por Juan Antonio Leiva Rojano y Bartolomé Ruiz González. Un estudio posterior de materiales de superficie ha permitido caracterizar el yacimiento como un pequeño poblado calcolítico ya entrado en la etapa campaniforme.

### Carnicería de los Moros
También denominada Villa romana de Antequera, aún no ha sido excavada aunque algunas de sus estructuras se observan directamente, como su ninfeo.

## Historia de la institución
1847. Primera monografía científica sobre el dolmen de Menga del arquitecto Rafael Mitjana y Ardison aunque existen referencias documentales de Menga desde el siglo XVI
1886. Declaración del dolmen de Menga como Monumento Nacional
1896. Primera portada en prensa
1898. Primer proyecto de museo (también llamado “casa para el guarda”), no realizado pero importante como iniciativa pionera en España de musealización in situ de un yacimiento prehistórico
1903. Descubrimiento de la Cueva Chica o dolmen de Viera por José Viera Fuentes y Antonio Viera Fuentes y creación de la Comisión de Monumentos Megalíticos de Antequera, siendo el primer organismo especialmente comprometido con la tutela de los dólmenes de Menga y Viera.
1904. Descubrimiento del sepulcro del Cerrillo Blanco o tholos de El Romeral por José Viera Fuentes y Antonio Viera Fuentes. Estos descubrimientos propician el interés por la zona de un gran número de investigadores como: Ricardo Velázquez Bosco, José Amador de los Ríos, Hugo Obermaier y Grad, Adrien Mortillet, Pierre Paris, Cayetano de Mergelina, Wilfrid James Hemp, el matrimonio Leisner y Simeón Giménez Reyna, si bien tenemos que destacar como pionera en la labor de difusión de los trabajos que a partir de ese momento se desarrollarían a este respecto la obra de Manuel Gómez-Moreno Martínez Arquitectura tartesia: la necrópoli de Antequera
1923. Declaración conjunta de los dólmenes de Menga y Viera como Monumento Nacional
1931. Declaración del tholos de El Romeral como Monumento Histórico Artístico y constitución de la Junta de Protección de Monumentos Megalíticos Antequeranos, asesorada por el profesor Hugo Obermaier y Grad
1966. Se comienza a gestionar la visita pública de manera integrada con el resto de la ciudad a través del Museo de Antequera
1973. Integración en el Patronato Nacional de Museos, quedando vinculados los dólmenes al Museo de Málaga
1984. Comienzo de la gestión autonómica con las transferencias de las competencias en materia de cultura a las comunidades autónomas asumiendo la gestión de los dólmenes la Delegación Provincial de Cultura de Málaga
1986. Constitución del Conjunto Arqueológico Dólmenes de Antequera como unidad administrativa
1999. Comienza el Proyecto General de Investigación Plan Director de los Dólmenes de Antequera
2004. Bartolomé Ruiz González se incorpora como primer director del Conjunto
2006. Celebración de las primeras Jornadas Técnicas del Conjunto
2009. Celebración del primer Curso de Otoño Antequera Milenaria, como una actividad de formación encaminada a transferir el conocimiento generado 
2009. Declaración de los dólmenes de Antequera como Bien de Interés Cultural en la categoría de Zona Arqueológica
2010. Transformación en servicio administrativo con gestión diferenciada por razones de especialización funcional e identificación singular del servicio público ante la ciudadanía
2010. Celebración del primer Congreso de Prehistoria de Andalucía, como una actividad científica de frecuencia bianual que pretende crear un espacio común de reflexión sobre la Prehistoria de Andalucía, aunar propuestas de trabajo procedentes tanto de la administración cultural como de la universidad y crear una plataforma de debate
2010. Publicación del primer número de Menga. Revista de Prehistoria de Andalucía , especializada en la divulgación científica de trabajos de investigación de calidad centrados en el análisis y estudio de las sociedades prehistóricas del sur de la península ibérica
2011. Aprobación del primer documento de planificación, el Avance del Plan Director, con vigencia 2011-2018
2015. Candidatura española del Sitio de los Dólmenes de Antequera a la Lista del Patrimonio Mundial
2016. Declaración de Patrimonio Mundial del Sitio de los Dólmenes de Antequera (Antequera Dolmens Site)

## Tutela del Bien de Interés Cultural
Como conjunto cultural/institución museística planifica la tutela de los bienes conforme a un Plan Director/Plan Museológico, que es la figura de gestión prevista por la Ley 14/2007 del Patrimonio Histórico de Andalucía -en su art.79- y la Ley 8/2007 de Museos y Colecciones Museográficas de Andalucía  -en su art.26- para sistematizar el programa de necesidades en materia de investigación, protección, conservación, difusión y gestión de los bienes tutelados.
Entre sus competencias se encuentra no sólo la administración y custodia de la Zona Arqueológica o la propia redacción de dicho documento de planificación sino facilitar el acceso a los visitantes e investigadores y gestionar iniciativas culturales que impulsen el conocimiento y la difusión de los dólmenes, en cooperación con instituciones afines.
Cuenta con una Comisión Técnica como órgano consultivo y de asesoramiento -de carácter interdisciplinar y paritario-, entre cuyas funciones se encuentra informar de los programas y proyectos del Plan Director y del Plan Anual de la institución, proponer medidas para la conservación de la zona arqueológica y dictaminar acerca de cuantas cuestiones le sean sometidas.